# 印第安座ρb
印第安座ρb（Rho Indi b）是一顆環繞印第安座ρ的系外行星。它的軌道半長軸是2.54天文單位，在母恆星的適居帶以外，軌道週期是3.7年，質量超過木星2倍。

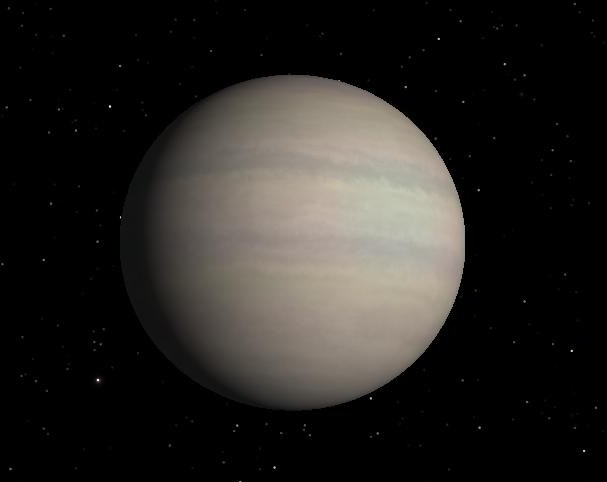
天文軟體 Celestia 中的印第安座ρb

## 外部連結
- The Extrasolar Planets Encyclopedia: HD 216437 （页面存档备份，存于） planet entry （页面存档备份，存于）
- Extrasolar Vision: Rho Indi planet entry